# Outside Duo
Outside Duo est un duo musical français, originaire de Bretagne, formé en 2006 par Antoine Solmiac et Julien Grignon. Le duo devient un groupe en 2019 sous le nom de Gaviny.

## Biographie
Après avoir joué ensemble dans six groupes pendant huit ans, Antoine Solmiac et Julien Grignon forment en 2006 leur duo, sous le nom « Outside », les deux musiciens jouant le plus souvent en plein air, dans la rue notamment. Ils enregistrent leurs morceaux de musique traditionnelle réarrangée, à base de thèmes irlandais et d'énergie pop-rock à la guitare, et obtiennent le trophée An Tour Tan en 2006. Ainsi, ils se produisent pour le Cyber fest-noz, avant d'être programmés au Théâtre de Cornouaille et au festival de Cornouaille en 2007. Les années suivantes, les deux musiciens se forment dans plusieurs groupes et font de la musique leur métier.
Ils produisent au printemps 2011 leur premier album-concept, Route, avec des compositions personnelles, qui invitent l'auditeur à les suivre dans leurs aventures. Ils jouent dans le Finistère, à Paris, Bordeaux, en Alsace, en Allemagne… Alain Vaguelsy, ex-dirigeant de Garance Productions, les remarque et leur spectacle est mis en scène par Laurent Vercambre, fondateur de Malicorne et leader du Quatuor (lauréat de trois Molières et d’une Victoire de la musique). En février 2013, le duo est l'une des révélations du tremplin Talents en Scène à Fouesnant avec un premier aperçu de son spectacle.
Le deuxième album Just Playing sort le 20 avril 2013 chez Coop Breizh. Il comporte treize titres, dont quatre chantés : deux en anglais signés Thomas Le Talour et deux textes en français écrits par Jean-Pierre Riou (Red Cardell) et Gérard Jaffrès. À l'issue d'une résidence avec Laurent Vercambre, un nouveau spectacle, « Le Celtic two-men-show », voit le jour sur scène. L'été est synonyme de nouveaux festivals (Filets bleus, Kann Al Loar, festival Grand Air de l'OSB, première partie de Dan Ar Braz). À l'automne, le duo réalise quelques dates en région parisienne (Vingtième Théâtre, Festival L'Estival, Maison de la Bretagne).
Début 2014, Just Playing est lauréat du onzième Grand prix du disque du Télégramme, succédant à des artistes bretons, tels que Yann Tiersen, Miossec, Nolwenn Leroy. La tournée qui suit, d'une quarantaine de dates, démarre par la première partie de Soldat Louis et se poursuit avec une création au théâtre de Chartres (conservatoire de Chartres et 150 danseurs avec leur répertoire), des dates en Belgique, à Paris pour finir par un festival en Corse en août. En automne, une tournée est organisée en partenariat avec Le Télégramme, avec un invité différent présent à chaque concert, comme Dan Ar Braz ou DJ Zebra. Un live est enregistré lors du passage de la tournée au théâtre à l'italienne du Pays de Morlaix. Le coffret CD/DVD sort au printemps 2015, filmé par le Londonien Michael Tombeur et mixé aux Studios Abbey Road à Londres.

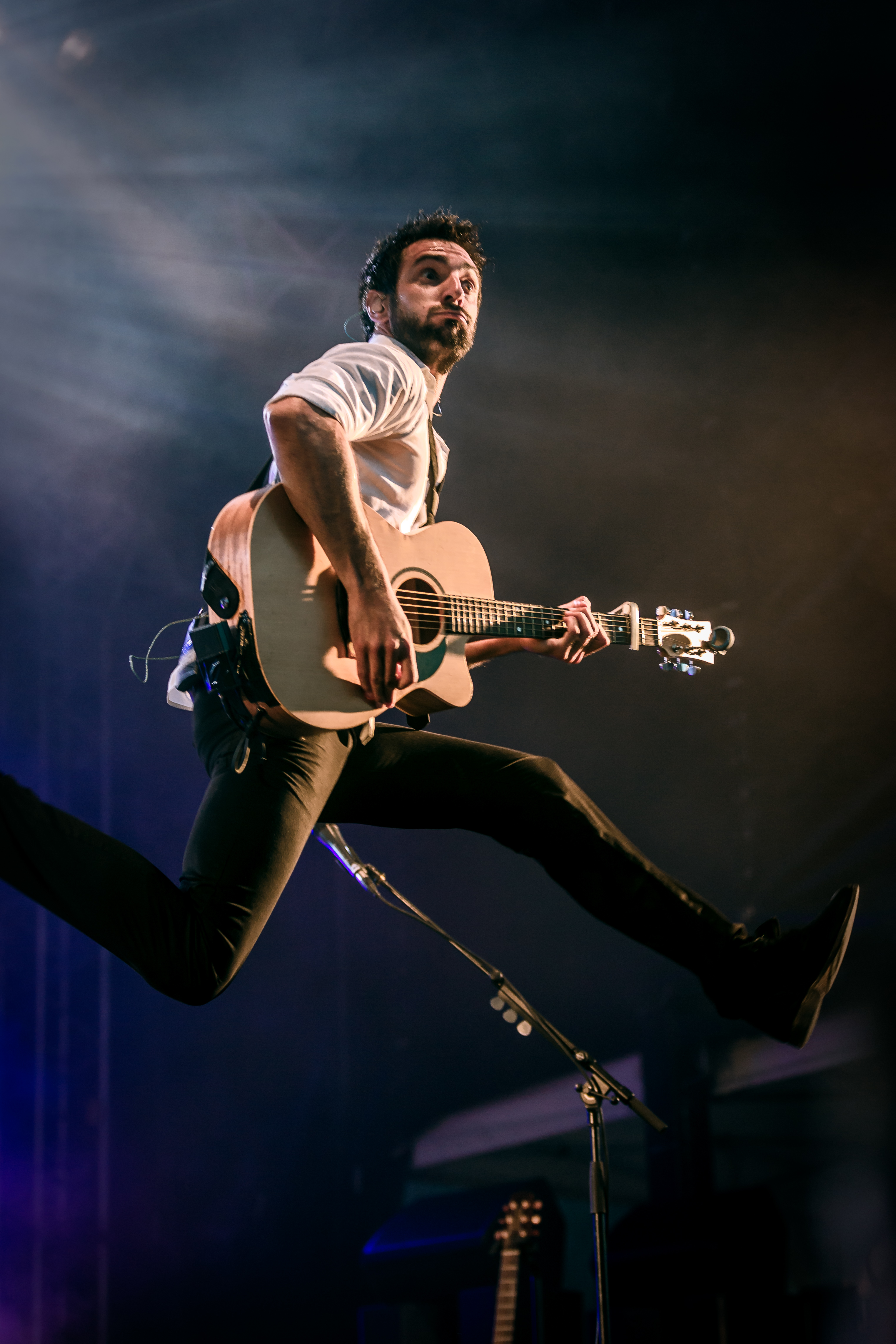
Julien Grignon
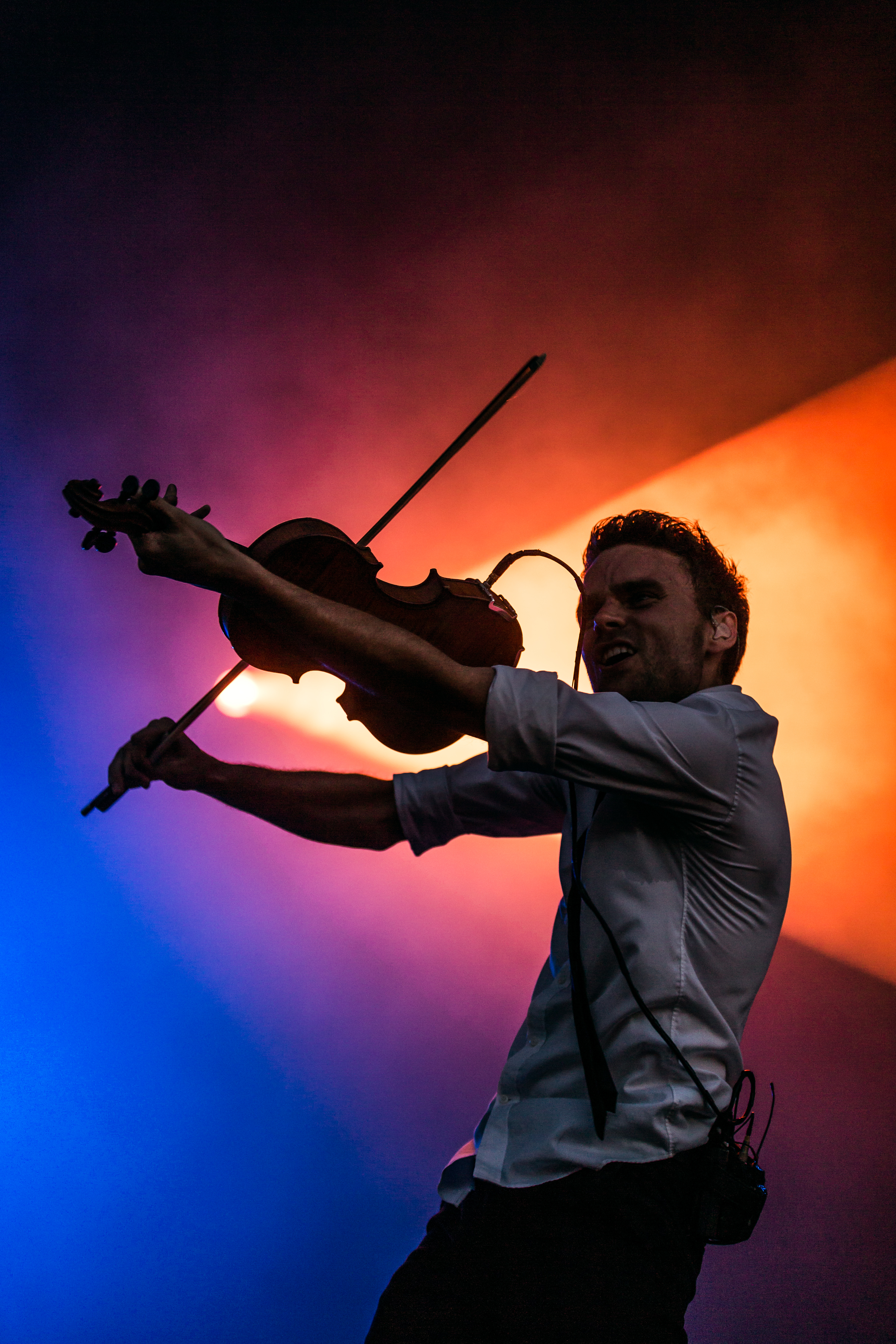
Antoine Solmiac

Le duo enregistre en 2015 l'album Celtic Fantasy (Sony) accompagné par les frères Simon et Kevin Mc Donnell, deux musiciens franco-irlandais. Ce projet consiste à jouer des chansons populaires en France, revues sous une esthétique celtique. Le parolier François Welgryn signe le seul titre inédit de l'album, Des violons, des voiles. La promotion démarre sur les plateaux télés (D17, Le Grand Journal sur Canal+, La Fête de la chanson française sur France 2), à la radio et dans les magazines (Paris Match), puis un spectacle est monté avec danseurs et danseuses.
Au festival de Cornouaille 2015, le groupe a carte blanche et s'entoure de 9 guests. Outside Duo se produit au festival interceltique de Lorient, lors des « Nuits Interceltiques » au Stade du Moustoir devant 10 000 personnes, en 2015, 2016 et 2017 (diffusé sur France 3). Début 2016, Outside Duo est le parrain du Tahiti Festival Guitare avec Axel Bauer ; Sophie Tapie, qui les rencontre sur l'île, leur écrira une chanson, Mon âme frère. Après un an de composition, d'écriture et d'arrangement de nouvelles chansons-pop, le duo enregistre fin 2016 cinq titres à Paris avec le producteur Clive Martin. Fin 2017, le duo anime la soirée des Victoires de la Bretagne à Rennes et plusieurs résidences artistiques ont lieu dans diverses salles bretonnes pour construire un nouveau spectacle. La création baptisée Syaj (« sillage ») voit le jour en février 2018 et les dates s’enchaînent ensuite par une tournée en Amérique centrale (Panama, Nicaragua, Honduras, Salvador) et dans les festivals l'été, avec des collaborations scéniques en compagnie d'artistes bretons (Pat O'May, Bagad Kemper, Gilles Servat, trio EDF, Tri Yann). 

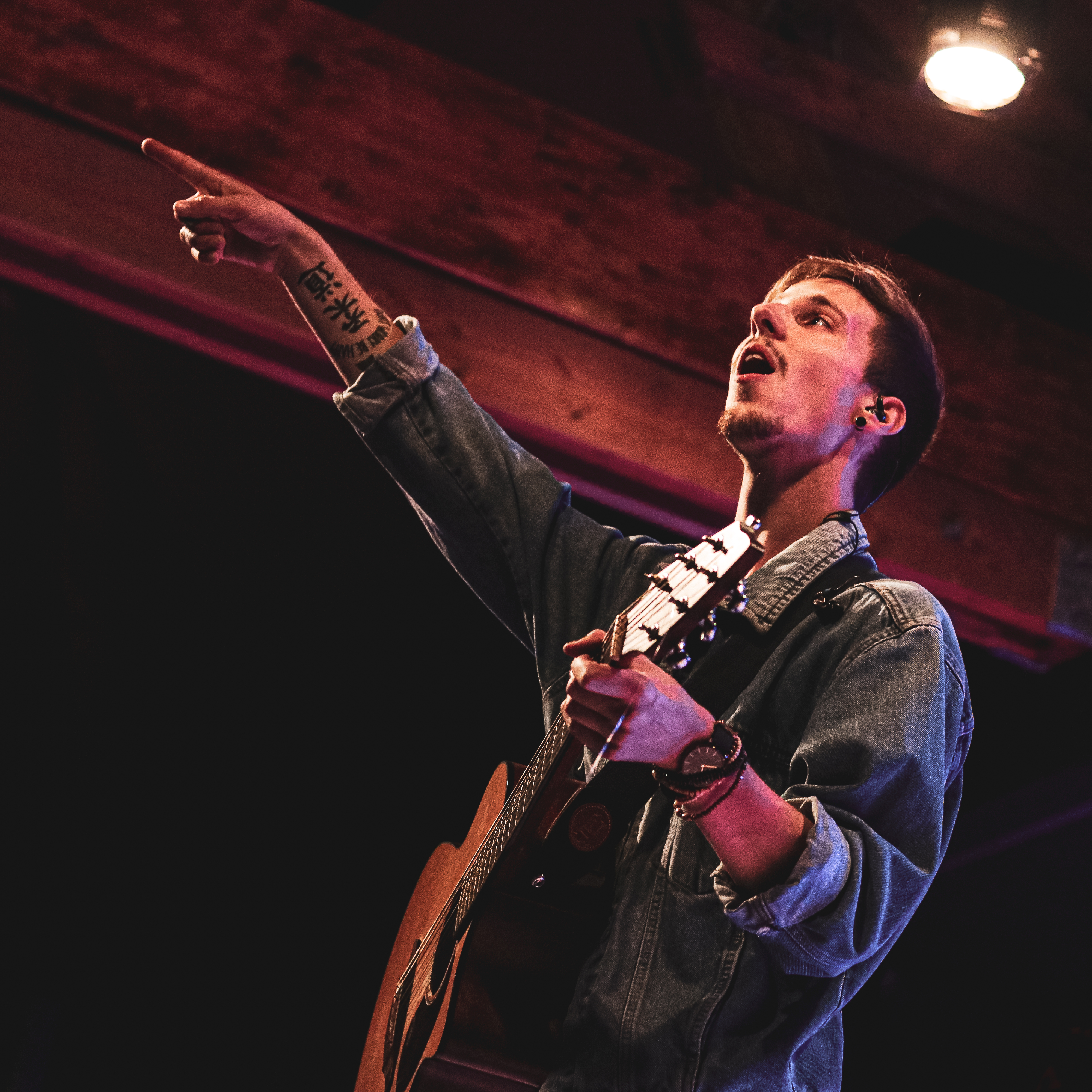
Arthur Rêvé
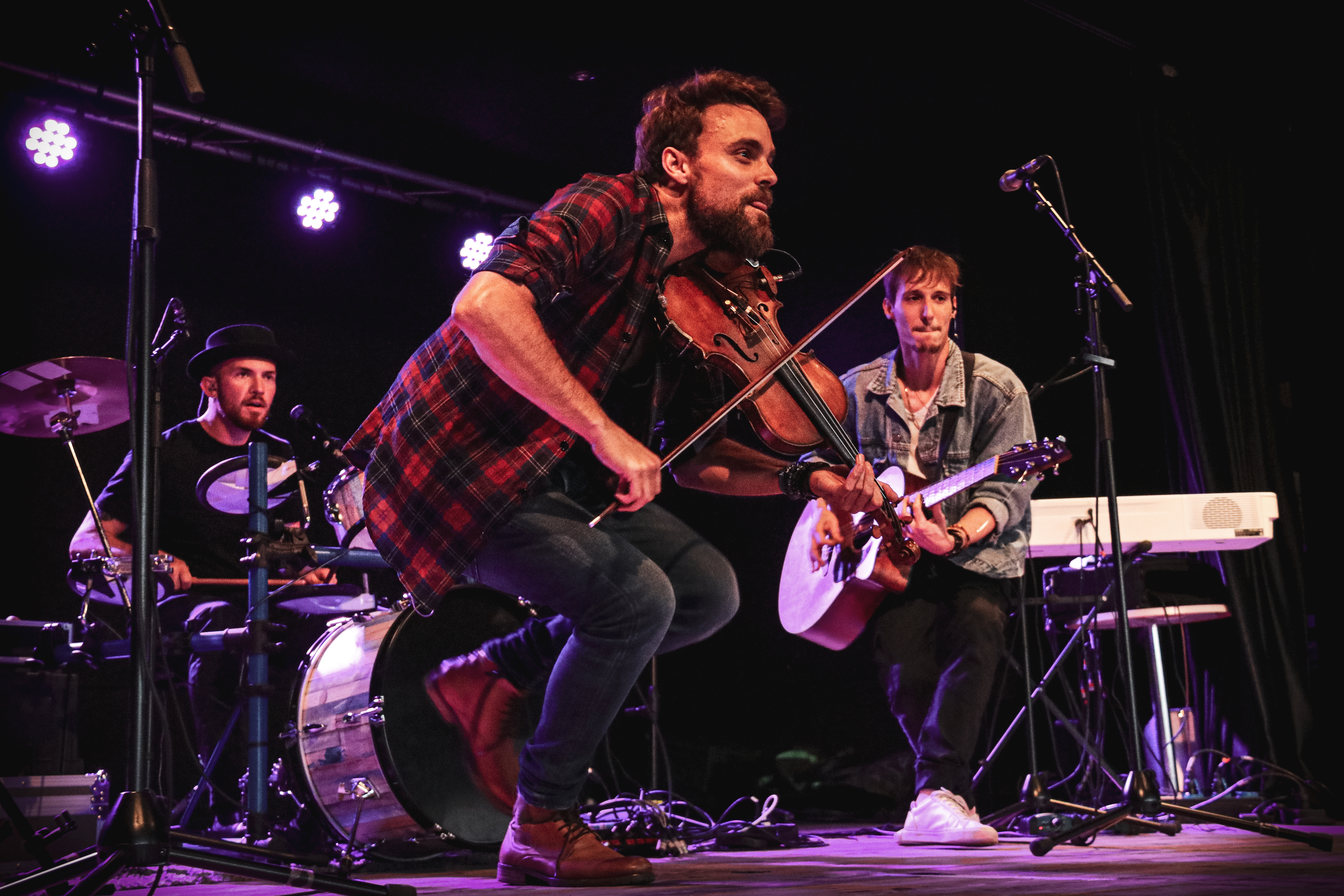
Antoine Solmiac
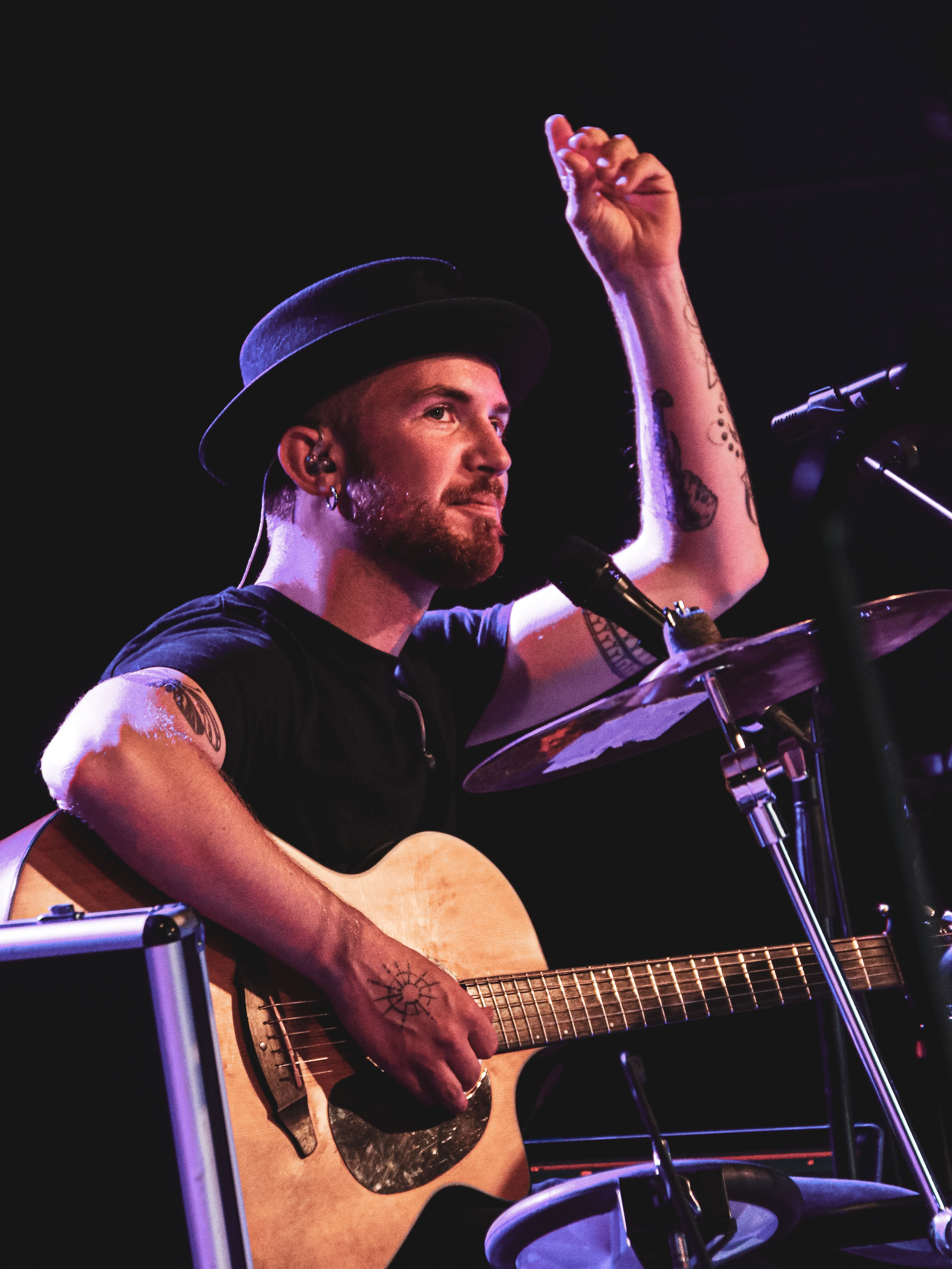
Jean Urien

En 2019, le duo devient un groupe avec le départ de Julien Grignon et l'arrivée de deux chanteurs musiciens, Arthur Rêvé et Jean Urien. Il prend le nom de GAVINY. Une partie du répertoire né avec Outside Duo est enregistré pour un album réalisé par Xavier Caux (Yodelice, Hollysiz). Après la diffusion d'un clip pour le premier single Des violons des voiles sort Vent de l'Ouest, suivi d'une tournée.

## Discographie

### Participations
- 2015 : Celtic Fantasy de Celtic Fantasy (Sony Music / Smart)
- 2016 : Elfira, les couleurs du temps d'Halim Corto[30]

## Vidéographie
- 2013 : clip Nos rêves vivants[31] [voir en ligne]
- 2014 : clips Game Over[32] et I Can Fly[33]
- 2015 : Le Celtic Two-Men-Show (DVD) [voir en ligne]
- 2017 : Le Grand spectacle du festival interceltique de Lorient, diffusé sur France 3 le 13 août 2017 [voir en ligne]

## Récompenses
- 2006 : trophée An Tour Tan
- 2013 : grand prix du disque du Télégramme (Just Playing)